# Croton serpyllifolius
Pour Croton serpyllifolius, Müll.Arg., 1864, voir Croton nummulariifolius.
Espèce
Croton serpyllifolius est une espèce de plantes à fleurs du genre Croton et de la famille des Euphorbiaceae, présente du Brésil (État de São Paulo, Paraná) en Argentine (Buenos Aires).
Il a pour synonyme :
- Oxydectes serpyllifolia, (Baill.) Kuntze